# Гуторов, Иван Васильевич
Гуторов Иван Васильевич 15 апреля 1906, Волковцы, Могилёвская губерния — 8 февраля 1967, Минск — белорусский литературовед и фольклорист. Член-корреспондент Академии Наук БССР (1953), доктор филологических наук (1949), профессор (1949). Участник Великой Отечественной войны.

## Биография
Родился 15 апреля 1906 года в деревне Волковка Могилевской области в крестьянской семье. Воспитанник Леменской школы-коммуны на Могилевщине. Окончил филологический факультет Белорусского государственного университета (1928). Преподавал русскую литературу в Могилевском политико-просветительном и педагогическом институтах, в БГУ. Во время Великой Отечественной войны служил в Советской Армии, принимал участие в партизанском движении. В 1945—1947 гг. — секретарь партбюро СП СССР. В 1947 г. окончил докторантуру при Институте мировой литературы. Работал в ЦК КПБ заведующим отделом литературы и искусства Управления пропаганды и агитации, а после реорганизации заместителем заведующего отделом пропаганды и агитации. В 1951—1957 гг. заведующий кафедрой русской литературы в БГУ, В 1957—1967 гг. — заведующий сектором фольклора Института искусствоведения, этнографии и фольклора АН БССР. Член-корреспондент Академии наук БССР (1953), доктор филологических наук(1949), профессор(1949). Член СП СССР с 1946 г.

## Научная деятельность
В печати выступал с 1930 г. Литературных-научную деятельность начал в 1932 г. издав в Могилеве работу «Большевизм и литературоведение». Автор исследований «К.Маркс и Ф.Энгельс о сущности и специфике художественной литературы» (Могилев, 1933), «Борьба и творчество народных мстителей» (1949), «Поэтическое мастерство В. В. Маяковского» (Москва, 1950), «Эстетические основы советской литературы»(1950), «Введение в литературоведение»(1954), «Философско-эстетические взгляды А. С. Пушкина»(1957), «Вопросы литературоведение»(методическое пособие для студентов-заочников, 1958), «Основы советского литературоведения»(1967). Изучал вопросы марксистско-ленинской эстетики, теории и истории русской и белорусской литературы. Внес огромный вклад в становление истории и теории эстетики как самостоятельного научного направления на территории Беларуси. В 1940—1960-е годы занимался проблемами белорусской фольклористики. Составил хрестоматию «Вусна-паэтычная творчасць беларускага народа» (1959, совместно с С. И. Василенком), сборники «Беларускi эпас» (1959, совместно с П. Ф. Глебкой), сборник «Сучасны беларускi фальклор» (1963).
И. Гуторов является автором свыше 150 научных работ (В том числе 5 монографий и 7 брошюр).

## Основные труды
1. Борьба и творчество народных мстителей. Мн.: Гос. изд. БССР, 1949.
2. Эстетические основы советской литературы. Мн.: Изд-во Акад. наук БССР, 1950.
3. Философско-эстетические взгляды А. С. Пушкина. Мн.: Изд-во БГУ, 1957.
4. Основы советского литературоведения. 3 изд. Мн.: Вышэйшая школа, 1967.
5. Беларуская народная вусна-паэтычная творчасць. Мн.: Навука і тэхніка, 1967 (в соавт.).

## Награды
И. Гуторов был награждён орденом Красного Знамени (1942), орденом Ленина (1943), медалью «Партызану Айчыннай вайны» I степени (1943).